# Ve législature du Parlement de La Rioja
La Ve législature du Parlement de La Rioja est un cycle parlementaire du Parlement de La Rioja, d'une durée de quatre ans, ouvert le 2 juillet 1999 à la suite des élections du 13 juin précédent, et clos le 1er avril 2003.

## Bureau
| Poste                  | Titulaire              | Parti | Parti |
| ---------------------- | ---------------------- | ----- | ----- |
| Président              | José Ignacio Ceniceros |       | PP    |
| Premier vice-président | Alberto Olarte         |       | PP    |
| Second vice-président  | Antonio García         |       | PSOE  |
| Premier secrétaire     | Luis Martínez-Portillo |       | PP    |
| Seconde secrétaire     | Antonia San Felipe     |       | PSOE  |

## Groupes parlementaires
| Nom | Nom               | Début | Fin | Porte-parole                                      |
| --- | ----------------- | ----- | --- | ------------------------------------------------- |
|     | Groupe populaire  | 18    | 18  | Conrado Escobar                                   |
|     | Groupe socialiste | 13    | 13  | José Ignacio Pérez Victoria de Pablo (19/09/2000) |
|     | Groupe mixte      | 2     | 2   | Miguel González                                   |

## Commissions parlementaires
| Commission                                                                    | Président                        | Parti | Parti |
| ----------------------------------------------------------------------------- | -------------------------------- | ----- | ----- |
| Commissions permanentes législatives                                          |                                  |       |       |
| Commission des Affaires européennes et de l'Action à l'étranger               | Jesús Jiménez                    | PP    |       |
| Commission des Finances et de l'Économie                                      | Alberto Olarte                   | PP    |       |
| Commission des Travaux publics, des Transports, de l'Urbanisme et du Logement | Amando González                  | PP    |       |
| Commission de l'Agriculture, de l'Élevage et du Développement rural           | Damián Sáez                      | PP    |       |
| Commission de l'Agriculture, de l'Élevage et du Développement rural           | María José Palacios (18/06/2002) | PP    |       |
| Commission de l'Éducation, de la Culture, de la Jeunesse et des Sports        | Luis Martínez-Portillo           | PP    |       |
| Commission de la Santé et des Services sociaux                                | Esther Agustín                   | PP    |       |
| Commission du Tourisme et de l'Environnement                                  | José Luis Sanz                   | PP    |       |
| Commission du Budget                                                          | Carmelo Fernández                | PSOE  |       |
| Commission du Budget                                                          | Emilio Lázaro (22/05/2001)       | PSOE  |       |
| Commissions permanentes non-législatives                                      |                                  |       |       |
| Commission du Règlement et du Statut du député                                | José Ignacio Ceniceros           | PP    |       |
| Commission institutionnelle du Développement du statut                        | José Toledo                      | PR    |       |
| Commission des Pétitions et de la Défense du citoyen                          | Alberto Olarte                   | PP    |       |

## Gouvernement et opposition
| Candidat        | Date                                      | Vote       |    |      |    | Résultat |
| Candidat        | Date                                      | Vote       | PP | PSOE | PR | Résultat |
| Pedro Sanz (PP) | 9 juillet 1999 (majorité absolue requise) | Oui        | 18 |      |    | 18 / 33  |
| Pedro Sanz (PP) | 9 juillet 1999 (majorité absolue requise) | Non        |    | 13   | 2  | 15 / 33  |
| Pedro Sanz (PP) | 9 juillet 1999 (majorité absolue requise) | Abstention |    |      |    | 0 / 33   |

## Désignations

### Sénateurs
| Parti | Parti | Sénateurs désignés        | Voix |
| ----- | ----- | ------------------------- | ---- |
| PP    |       | Conrado Escobar Las Heras | 17   |

- Désignation : 28 juillet 1999.